# Thomas Madritsch

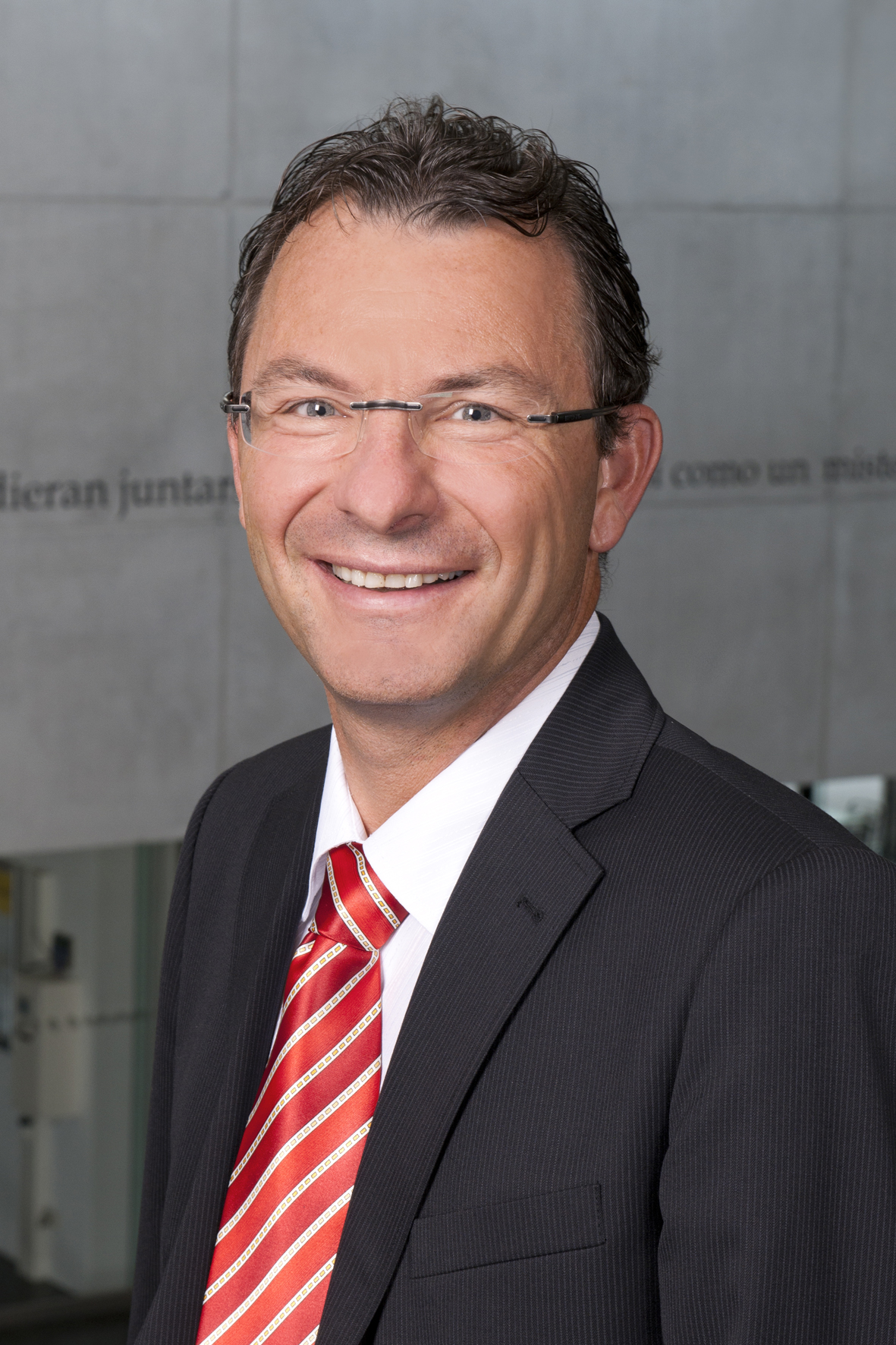
Thomas Madritsch (2011)

Thomas Madritsch (* 5. Mai 1965 in Tirol) ist ein österreichischer Ökonom auf dem Gebiet des Immobilien- und Facilitymanagements. Er ist Geschäftsführer und Professor an der FH Kufstein University of Applied Sciences.

## Werdegang
In seiner Erstausbildung ist Madritsch Ingenieur für Heizungs- und Klimatechnik. Erfahrungen im Facilitymanagement sammelte er als Niederlassungsleiter einer Vertriebs- und Kundendienstorganisation für Heizungs- und Klimatechnik sowie in der Forschung und Entwicklung von Haustechnikanlagen. Es folgte ein berufsbegleitendes Studium für Betriebswirtschaft und Marketing sowie ein Fachhochschulstudium für Organisations- und Personalentwicklung. Sein Doktoratsstudium absolvierte er im Bereich Gesundheitswissenschaften an der UMIT in Hall in Tirol.
Madritsch entwickelte die Facilitymanagement-Studiengänge sowie das Institut für Facility Management & Immobilienwirtschaft der FH Kufstein Tirol von 2001 bis 2011 zu einem führenden Kompetenzzentren in diesem Bereich.
Thomas Madritsch war Vorstandsmitglied der Facility Management Austria (FMA), der International Facility Management Association (IFMA) sowie nominierter Experte der Europäischen Normenkommission und Mitglied des Boards der Europäischen Facility Management Organisation (EuroFM).
Seit 2011 ist er als Geschäftsführer der FH Kufstein Tirol und Business School für die Entwicklung der Hochschule verantwortlich.
Madritsch ist verheiratet und hat zwei Kinder. Er lebt in Tirol.

## Auszeichnungen (Auszug)
- 2007: Award for outstanding contribution in promoting the facility management profession, International Facility Management Degree Programs, World Worksplace 2007 – New Orleans, International Facility Management Association (IFMA), Houston
- 2008: Award for Board Member and Chairmen Education Network Group 2005–2007, European Facility Management Association EuroFM, Naarden, NL
- 2011: Awarded as “Educator of the year”, International Facility Management Association - IFMA, World Worksplace 2011, Phoenix, USA
- 2012: Highest honor as IFMA Fellow, International Facility Management Association, San Antonio
- 2012: Highly Commended Award Winner for Excellence, Emerald Literati Network Awards for Excellence 2012, United Kingdom